# Kandangan (Pematang Bandar)
Kandangan is een bestuurslaag in het regentschap Simalungun van de provincie Noord-Sumatra, Indonesië. Kandangan telt 2325 inwoners (volkstelling 2010).